# Seznam igralcev AFL
Seznam igralcev AFL zajema najbolj znane igralce avstralskega nogometa.

## Današnji igralci

### Adelaide Crows
- Nathan Bassett
- James Begley
- Rhett Biglands
- Nathan Bock
- Matthew Bode
- Brett Burton
- Matthew Clarke
- Michael Doughty
- Tyson Edwards
- Chad Gibson
- Simon Goodwin
- Ben Hart
- Trent Hentschel
- John Hinge
- Ben Hudson
- Luke Jericho
- Graham Johncock
- Chris Knights
- Joshua Krueger
- Chris Ladhams
- Ivan Maric
- Kris Massie
- Martin Mattner
- Ken McGregor
- Andrew McLeod
- John Meesen
- Ian Perrie
- Brent Reilly
- Mark Ricciuto
- Ben Rutten
- Jacob Schuback
- Robert Shirley
- Hayden Skipworth
- Matthew Smith
- Mark Stevens
- Scott Stevens
- Scott Thompson
- Jason Torney
- Nathan Van Berlo
- Fergus Watts
- Scott Welsh

### Drugi
- Gary Ablett
- Jason Akermanis
- Ron Barassi
- Kevin Bartlett
- Simon Black
- Malcolm Blight
- Haydn Bunton
- Wayne Carey
- Roy Cazaly
- John Coleman
- Gordon Coventry
- Jack Dyer
- Graham Farmer
- Adam Goodes
- Robert Harvey
- James Hird
- Peter Hudson
- Bill Hutchison
- Allen Jakovich
- Paul Kelly
- Tony Lockett
- Justin Madden
- Leigh Matthews
- John Nicholls
- Martin Pike
- Bob Pratt
- Dick Reynolds
- Mark Ricciuto
- Barry Robran
- Barry Round
- Kevin Sheedy
- Bob Skilton
- Ian Stewart
- Jim Stynes
- Chris Tarrant
- Michael Voss
- Terry Wallace
- Gavin Wanganeen
- Jeff White
- Ted Whitten
- Greg Williams